# العلاقات الصينية اليمنية
العلاقات الصينية اليمنية العلاقات الثنائية بين جمهورية الصين واليمن. اليمن لديها سفارة في بكين والصين لديها سفارة في صنعاء والقنصلية في عدن.

## تاريخ
في عام 1958، أصدر تشو ان لاى والإمام محمد البدر من اليمن بيانا مشتركا ووقعا معاهدة صداقة، بما في ذلك اتفاقيات بشأن التعاون التجاري والتقني والثقافي. ووفقا للمعاهدة، منحت الصين اليمن ائتمان بدون فوائد بقيمة 70 مليون فرنك سويسري لاستخدامها لدفع المواد الموردة من قبل الصين لشعب اليمن. بالإضافة إلى العلاقات التجارية، والظروف، واللوائح، وتضمنت النص الكامل للمعاهدة الصادرات من اليمن إلى الصين من البن الخام والقطن وزيت بذور القطن وبذور تحمل النفط، الجلود الخام والتبغ والجوز، وحبات المشمش، الفول، مملحة الأسماك والمعادن والملح للاستعمال الصناعي، والمنتجات الفضية. كما مددت بكين، قرض 16.3 مليون دولار بدون فوائد تسدد بالفرنك السويسري، والجنيه الاسترليني، أو اليمن السلع، مع سداد بعد الانتهاء من المشاريع الفردية. تحت هذا الائتمان كانوا يعملون حوالي 800 من المهندسين والعمال الصينيين في بناء الطريق من الحديدة إلى صنعاء. وأفاد رئيس الوفد الصيني ان البرلمان الصيني سوف يسهم في تعزيز العلاقات الثنائية بين البلدين وتطويرها في المجالات المختلفة وبما يحقق تطلعات الشعبين الصديقين.

### العصور القديمة
- وصل رجال الأعمال اليمنيين في الهند والصين: سلالة بسبب أماه (القرن 8 قبل الميلاد إلى 100 قبل الميلاد).
- أسرة تانغ (618-907): سلالة تانغ الملاح للوصول إلى ثلاثة السحلية (الآن عدن، اليمن).
- 1405-1430: مينغ تشنغ، إلى داي دان (الآن عدن، اليمن).

## وصلات خارجية
سفارة الصين في صنعاء (العربية)